# Zou Sixin
Zou Sixin, född 5 augusti 1967, är en friidrottare från Kina. Han deltog vid olympiska sommarspelen 1992 och olympiska sommarspelen 1996.